# BK Odessa
Basketbolnyj kloeb Odessa (Oekraïens: баскетбольный клуб "Одеса") is een Oekraïense professionele basketbalclub uit Odessa. De club speelde zijn thuiswedstrijden in het Sportpaleis (Odessa) voor 3.500 toeschouwers.

## Geschiedenis
De club is opgericht in 1992. BK Odessa won het landskampioenschap van Oekraïne in 1998, 1999, 2001 en 2002 en werd twee keer bekerwinnaar van Oekraïne in 1993 en 2001.

## Erelijst
- Landskampioen Oekraïne: 4
  - Winnaar: 1998, 1999, 2001, 2002
  - Tweede: 1997, 2000, 2003, 2023
  - Derde: 1994, 2004

- Bekerwinnaar Oekraïne: 2
  - Winnaar: 1993, 2001
  - Runner-up: 2009, 2019

- NEBL Challenge Cup: 1
  - Winnaar: 2001

## Bekende (oud)-coaches
- Joeri Selichov (1996-1998)(2006-2007)

## Bekende (oud)-spelers
- Mykola Chrjapa
- Jevhen Moerzin